# Neptis phlyasia
Neptis phlyasia är en fjärilsart som beskrevs av Hans Fruhstorfer 1908. Neptis phlyasia ingår i släktet Neptis och familjen praktfjärilar. Inga underarter finns listade i Catalogue of Life.